# Янкунас, Паулюс
Паулюс Янкунас (лит. Paulius Jankūnas, род. 29 апреля 1984 года в Каунасе, Литовская ССР) — литовский баскетболист, игравший на позиции тяжёлого форварда. Рекордсмен Евролиги по количеству проведенных матчей за карьеру — 354 игры.

## Достижения
- Чемпион Литвы (4): 2003/2004, 2004/2005, 2006/2007, 2007/2008.
- Чемпион Балтийской баскетбольной лиги (2): 2004/2005, 2007/2008.
- Бронзовый призёр чемпионата Европы: 2007
- Бронзовый призёр чемпионата мира: 2010

## Награды
- Кавалер Большого Командорского креста ордена «За заслуги перед Литвой» (Литва, 2015 год)[2].